# Sárosi Gyula
Pókai Sárosi Gyula, születési nevén Sárosy Lajos (Borossebes, 1816. február 12. – Pest, 1861. november 16.) kormánybiztos, magyar költő, a Kisfaludy Társaság tagja.

## Élete és munkássága
Sárosy Lajos gazdatiszt és dabasi Halász Katalin fia. A keresztségben kapott Lajos helyett költőként a Gyula nevet használta. Kétéves korában apja meghalt; anyja újra férjhez ment Szánthó Pál füzesgyarmati jegyzőhöz, a gyermek itt nevelkedett. 1827-től a mezőberényi gimnáziumban, majd 1832-től Eperjesen tanult, lényegében itt kezdődött költői pályája. Fáradozása hozta létre 1833. november 2-án az eperjesi magyar társaságot, melynek három évig vezetője volt. 1836-ban Jácint címmel zsebkönyvet is adott ki a társaság, ebben Sárosinak tizenhárom verse van.
A középiskola után jogi tanulmányait is az eperjesi kollégiumban végezte, közben a gimnáziumban rábízták a magyar nyelv és irodalom tanítását. Jogi tanulmányai befejeztével Sáros vármegyénél előbb joggyakornokként tiszteletbeli aljegyző, egy évvel később, 1838-ban megyei másodjegyző, 1839-ben első aljegyző lett. Hogy anyagi helyzetén javítson, magánórákat adott; egyik tanítványát, Hilvéty Arnoldinát 1839. január 1-jén feleségül is vette, aki 1842 márciusában meghalt. 1842 szeptemberében Vass Paulinával kötött házasságot.
Közben 1840 végén váltótörvényszéki jegyzőnek nevezték ki Aradra, ahol 1842-ben váltótörvényszéki főjegyző, 1843-ban előadó bíró lett. Ekkor színműveket írt, 1846. február 4-én a Kisfaludy Társaság tagjai közé választotta. 1848-ban Pestre került, itt a felsőbb váltótörvényszék előadó bírája, 1849-ben pedig elnöke lett. Kossuth Lajos bizalmas barátjaként a forradalmi kormány szolgálatába állt, hamarosan kormánybiztos lett, a kormánnyal ő is Debrecenbe menekült. Felesége nem követte, hanem sátoraljaújhelyi szüleihez költözött és vissza se tért hozzá.
A szabadságharc után bujdosni kényszerült. Egy évi bujdosás után a tiszafüredi lelkész tanácsára Gyöngyösre ment és arcát egészen elváltoztatva több mint két évig ott tartózkodott, magánórákat adott. 1852 őszén azonban elfogták és Pesten a hírhedt Újépületbe zárták el. Előbb kötél általi halálra ítélték, később az ítéletet életfogytiglani várfogságra változtatták. Königgrätzi fogságában versírással és angol nyelvtanulással töltötte idejét; később angol költők műveiből fordított. 1855-ben királyi kegyelemmel szabadult. 1857-ben albumot adott ki (Az én Albumom), mely szépen jövedelmezett. 1857-ben egy barátjával együtt folyóiratot indított, de az már az első számmal megbukott. 1859-ben körutat tett az országban, verseiből felolvasásokat tartott. Egy verséért (Krinolin-vers) 1860-ban néhány havi internálásra ítélték. A csehországi Budweisben tartották fogva, ahonnan megtörten szabadult. Pesten Sarkady Istvánnal közösen megindították a Trombita című lapot, ebben megjelent néhány verse, de addigra szervezetét tönkretette az alkohol. Elhagyatva halt meg Pesten.
Szentimentális szerelmi dalokkal kezdte költői pályáját, később politikai, hazafias költeményeket írt. Lelkesen köszöntötte a lengyel szabadságharcot, szatirikus versekben támadta Metternich rendszerét. Az 1840-es években keletkezett versei a népiesség hívének mutatják. Későbbi költeményeiből a rabságban töltött évek nyomasztó hangulata árad.
Legjelentősebb műve a tizenhárom fejezetből (leheletből) álló Ponyvára került Arany Trombita, melynek írásában állítólag Kossuth Lajos is segítette. Megénekelte benne a forradalom és a szabadságharc nevezetes eseményeit, vezéreit és hőseit, népies nyerseséggel támadta a Habsburg-házat. Művét őszinte lírai hevület és közvetlen, népies előadásmód jellemzi, ezek legfőbb értékei. Az önkényuralom idején minden felkutatható példányt elkoboztak belőle, de magyar menekültek Lipcsében ismét kinyomatták és ennek számos példányát Magyarországra csempészték; Lipcsében német fordítása is megjelent.

## Munkái
- Nyelvészke, vagy a magyar nyelv főnehézségei szabályokban, párbeszédben és példalapokban, ajánltatva az eperjesi magyar társaságnak használatul, annak tiszteletbeli tagja, Sárosy által. (Kassa, 1837)
- Öt érzék. Kedélyes felolvasás, melyben gyakorlatilag megmutattatik, hogy lehet félóra alatt minden mákony segítsége nélkül elalunni. T. Petrisi Szalbek Jakab... úrnak... S. Gy.-tól. (Pest, 1846)
- Ponyvára került Arany Trombita. Az örök igazság parancsolatjára mondva csinálta (Debrecen, 1849)
- Mirra (Myrha), Alfieri öt felv. szomorú játékának a Ristory Adél fényszerepének kivonata. (Pest, 1856)
- Az én albumom; Herz, Pest 1857
- Költemények. (Pest, 1858) (Ism. Kalauz 1859. febr. 5. 91-92. old.)
- Sárosy Gyula összes művei. (Budapest, 1883) Kiadja Abafi Lajos, három kötet. (Nemzeti Könyvtár XVII., XX. és XXXV. kötet.)
  - I. Arany trombita s egyéb hazafias költemények
  - II. Egyes költemények
  - III. Színművei: Aristodem, szomorújáték 5 felvonásban. Monti Vince után olaszból ford. 1856., Manfredi, Faenza hercege, szomorújáték 5 felvonásban. Monti Vince után olaszból ford. Először előadták a pesti Nemzeti Színházban 1857. szeptember 16-án; Az idegenek Aradon, vígjáték 3 felvonsában, magyar és lengyel dalokkal. Kisebb prózái, a szerző életrajzával Abafitól
- Ponyvára került arany trombita. Az örök igazság parancsolatjára mondvacsinálta Sárosi Gyula; bev., jegyz. Bisztray Gyula; Akadémiai, Bp., 1951 (Magyar irodalmi tár)
- Sárosi Gyula kisebb költeményei, prózai munkái és levelezése; bev., jegyz. Bisztray Gyula; Akadémiai, Bp., 1954 (Magyar irodalmi tár)
- Bujdosó. Válogatott versek; szerk. Simor András, Szentgáli Zsolt; Táncsics Gimnázium, Bp., 2008 (Táncsics-sorozat)

## Álnevei
Rozsásy, Ludvigh (ifjúkorában), Ősy, S. (Eperjesen), Gyalu Pál (az Athenaeumban), Sorsich Albert (bujdosása alatt), Balassa Bálint, Árnyék Pál (fogsága idejében.)

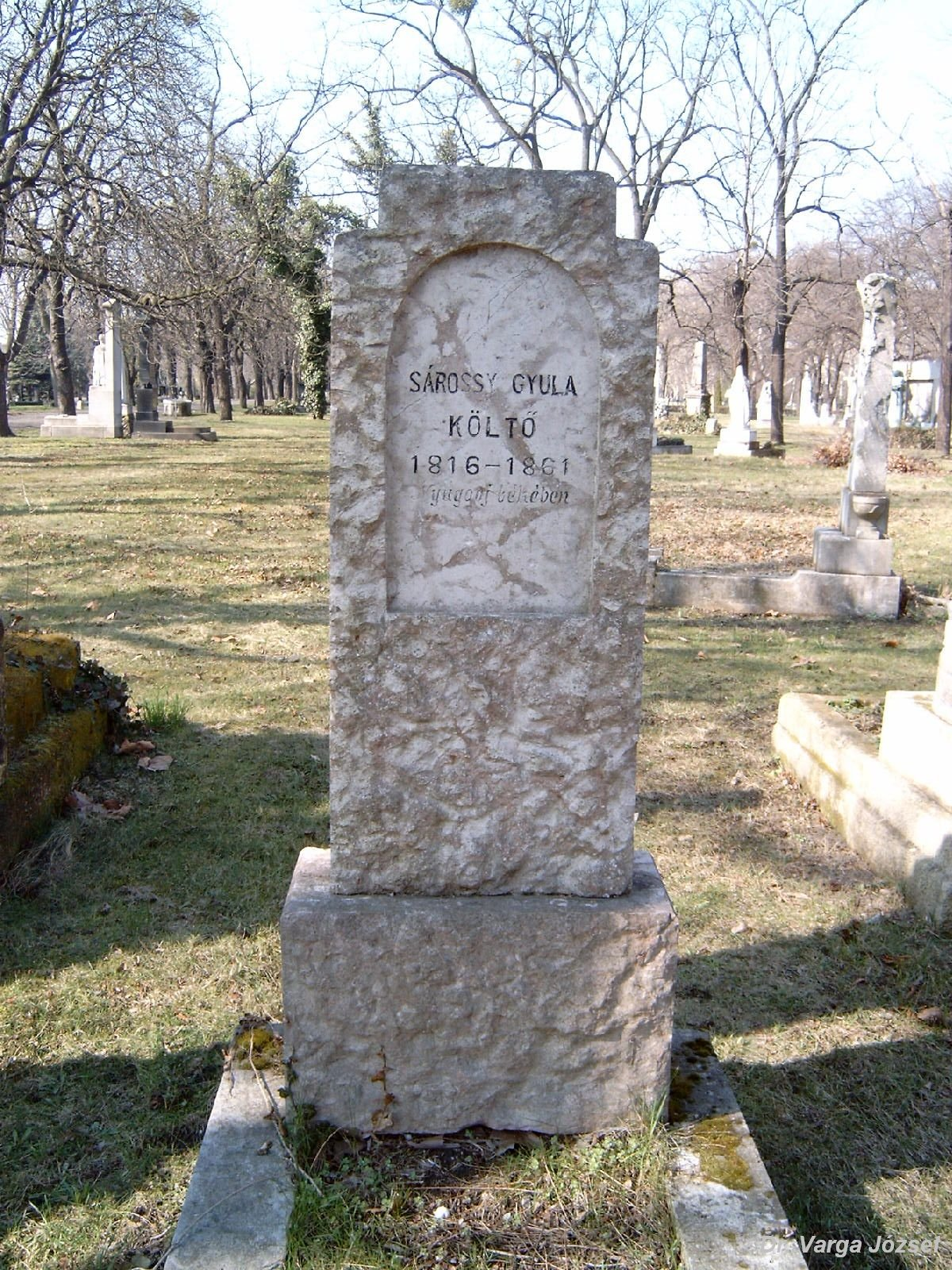
Sárosy Gyula síremléke

## Emlékezete
Sírja látható a budapesti Fiumei úti sírkertben. Sírhelye: 29/1-1-6.